# Gianfranco Fini
Gianfranco Fini (Bologna, 3 gennaio 1952) è un politico italiano.
Deputato dal 1983 al 2013, nonché presidente della Camera dal 2008 al 2013, agli esordi era segretario nazionale del Fronte della Gioventù e del Movimento Sociale Italiano - Destra Nazionale; poi presidente di Alleanza Nazionale, dalla sua fondazione nel 1995 fino al 2008 quando ne promosse lo scioglimento in un nuovo partito di centrodestra, poi fondato insieme a Silvio Berlusconi l'anno successivo col nome de Il Popolo della Libertà. Nei governi Berlusconi II e III ha ricoperto l'incarico di vicepresidente del Consiglio dei ministri e di ministro degli Affari Esteri.
Dal 13 febbraio 2011 all'8 maggio 2013, dopo l'abbandono del PdL, divenne presidente del partito politico Futuro e Libertà per l'Italia. A seguito dell'insuccesso alle elezioni politiche del 2013, che comporta anche la sua esclusione dal parlamento nel quale, fino ad allora, aveva rivestito il ruolo di presidente della Camera, rassegna le dimissioni da presidente del partito per diventare più tardi presidente dell'associazione culturale Liberadestra.

## Biografia

### Origini familiari
Il padre, Argenio Fini (1923-1998), detto Sergio, fu volontario della Repubblica Sociale Italiana nella Divisione di Fanteria San Marco, e più tardi iscritto all'Associazione nazionale dei combattenti. Prima dell'ascesa politica del figlio, si dichiarò vicino al PSDI, ma dopo l'iscrizione di Gianfranco nel Movimento Sociale Italiano abbandonò la militanza politica, per gli impegni correlati al suo nuovo lavoro in una compagnia petrolifera: prima presso l'Agip e poi, per più di quindici anni, in Libia per conto della Shell. Il nonno paterno, morto nel 1970, faceva parte del PCI, e fu per anni segretario di una sezione provinciale dello stesso.
La madre, Erminia Marani (1926-2008), era figlia di Antonio Marani, presente assieme a Italo Balbo alla marcia su Roma, oltre che, alla fine della guerra, tra i più assidui organizzatori delle sezioni e dei circoli dell'allora neonato Movimento Sociale Italiano nell'area emiliana.
Il nome Gianfranco fu scelto per ricordare un cugino ucciso a vent'anni dai partigiani nei pressi di Sasso Marconi, quando era da poco passato il 25 aprile del 1945. Ha un fratello, Massimo, nato nel 1956 (da non confondere con l'omonimo giornalista e scrittore), per anni anch'egli militante del MSI.
Fini è laureato in pedagogia presso l'Università degli Studi di Roma "La Sapienza".

### Vita privata
Negli anni Ottanta, incontra Daniela Di Sotto, allora moglie di Sergio Mariani, amico e dirigente del partito. Mariani tenterà il suicidio poco dopo. La signora Di Sotto si separa dal marito per unirsi a Fini. Nel 1985, nasce Giuliana, la loro unica figlia. Tre anni più tardi, si sposa con rito civile. Nel giugno 2007, Fini annuncia la separazione dalla moglie. Dopo la separazione, viene resa pubblica la relazione con l'avvocato Elisabetta Tulliani. Da questa relazione sono nate le figlie Carolina (il 2 dicembre 2007) e Martina (il 10 ottobre 2009).

## Carriera politica

### Dall'inizio dell'impegno politico a segretario del FdG
Gianfranco Fini frequentò l'istituto magistrale "Laura Bassi".
Inizialmente non era interessato alla politica, ma nel 1968, a sedici anni, si ritrovò coinvolto in alcuni scontri davanti ad un cinema dove un gruppo di militanti di sinistra stava contestando la proiezione di un film favorevole alla guerra del Vietnam, Berretti verdi. Questo episodio lo spinse ad iscriversi alla Giovane Italia, come racconterà molti anni dopo in un'intervista:
(Gianfranco Fini, da un'intervista del 9 ottobre 2004)
Iniziò così la sua carriera politica, iscrivendosi nel 1969 alla Giovane Italia, l'associazione studentesca legata al Movimento Sociale Italiano.
Tre anni dopo si trasferì con la famiglia a Roma e nel 1973 divenne dirigente della federazione provinciale romana del Fronte della Gioventù, da poco costituitosi. Nel 1974 entrò in Direzione nazionale del FdG.
Nell'agosto 1976 assolse agli obblighi di leva, prima a Savona nell'89º Reggimento fanteria "Salerno" (Caserma Bligny), poi al distretto militare di Roma e quindi al ministero della difesa. Nel gennaio 1977 all'XI congresso nazionale del MSI venne eletto nel Comitato centrale.
Nel giugno 1977 divenne segretario nazionale del Fronte della Gioventù, per volontà del segretario missino Giorgio Almirante. Al congresso nazionale giovanile era arrivato quarto su sette eletti nella segreteria; fu Almirante a sceglierlo, come prevedeva lo statuto, segretario. Restò segretario del F.d.G. fino al 1988.
Nel frattempo aveva conseguito la laurea in pedagogia, senza frequentare i corsi:
(Gianfranco Fini)

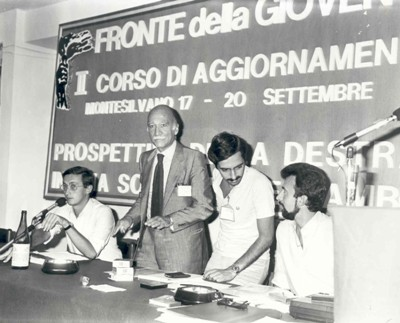
Fini seduto, ad un corso nazionale del Fronte della Gioventù a Montesilvano nel 1981, insieme a Giorgio Almirante, con a destra gli allora dirigenti nazionali del FdG Maurizio Gasparri e, seduto, Almerigo Grilz

In quegli anni divenne anche redattore del quotidiano di partito Secolo d'Italia e diresse il quindicinale del FdG Dissenso. Allo stipendio da dirigente di partito preferì la carriera giornalistica ottenendo il tesserino di giornalista professionista.
Nel 1983 venne eletto per la prima volta alla Camera dei deputati. Rieletto nel 1987, nel settembre dello stesso anno alla festa del partito a Mirabello, Almirante lo candidò pubblicamente come suo successore alla segreteria del partito.
Secondo un retroscena emerso nel 2009, Almirante avrebbe pensato sin dal 1980 a individuare una persona «giovane, non fascista, non nostalgica, che creda, come ormai credo anch'io, in queste istituzioni, in questa Costituzione. Perché solo così il MSI può avere un futuro». 
La stessa vedova di Almirante, Donna Assunta, in un'intervista concessa a Il Fatto Quotidiano, rivelò che, all'inizio, il successore di Almirante doveva essere l'onorevole Enzo Trantino esponente del partito di provenienza monarchica ma che poi la scelta di nominare Fini fu dovuta al consiglio della stessa vedova Almirante, e raccontando di essersene pentita amaramente.

### Dal MSI-DN ad AN
Gianfranco Fini, all'epoca segretario del FdG, candidato della corrente almirantiana, sconfigge nel congresso di Sorrento del dicembre 1987 l'ala di sinistra e movimentista dell'allora MSI, di Pino Rauti e Beppe Niccolai, e viene eletto nuovo segretario del partito, succedendo a Giorgio Almirante che viene a mancare pochi mesi dopo, il 22 maggio 1988.
Fini rimane alla segreteria nazionale del MSI fino al gennaio 1990, quando al successivo congresso di Rimini viene eletto Rauti, che però l'anno seguente subisce una forte sconfitta elettorale alle amministrative e alle regionali in Sicilia.
Il Comitato centrale del partito riporta Fini segretario a partire dal luglio 1991, e lo resterà, dopo vari congressi, fino allo scioglimento del MSI avvenuto nel gennaio 1995, con la svolta di Fiuggi: in questa occasione diviene presidente di Alleanza Nazionale (AN), coronamento di un'iniziativa di Tatarella e Urso nata nel 1993.
Nel frattempo Fini matura una certa esperienza amministrativa, divenendo consigliere comunale nei comuni di Aprilia (dal giugno al settembre 1991), Brescia (dal dicembre 1991 al maggio 1992) e Reggio Calabria (dal febbraio all'ottobre 1993).
Nell'autunno del 1993, Fini decide di correre per la carica di sindaco di Roma, arrivando al ballottaggio contro Francesco Rutelli. Per la prima volta un esponente del MSI riceve un largo suffragio. L'imprenditore Silvio Berlusconi, non ancora attivo protagonista della politica italiana, a Casalecchio di Reno affermò in quella occasione la propria scelta elettorale, asserendo: "Se votassi a Roma, la mia preferenza andrebbe a Fini". Fini ricoprirà la carica di consigliere comunale a Roma fino al 2001.

Gianfranco Fini durante la chiusura del Congresso di Fiuggi, gennaio 1995

Ormai la sua ascesa politica è avviata. Dopo le vittoriose elezioni politiche del 1994, anche se Fini non farà personalmente parte del governo Berlusconi, per la prima volta nella storia della Repubblica l'esecutivo conterà quattro ministri appartenenti al suo partito, tra cui il vice presidente del Consiglio "Pinuccio" Tatarella.
La svolta nel congresso di Fiuggi (25-29 gennaio 1995) segna una radicale trasformazione del MSI con l'assunzione della carica di Presidente di Alleanza Nazionale, al posto del precedente Coordinatore Adolfo Urso. Rauti, Erra, Staiti e pochi altri vanno via dal partito per fondare il Movimento Sociale Fiamma Tricolore.
Gianfranco Fini è stato rieletto alla Camera dei deputati nella circoscrizione XV (Lazio 1), Collegio 24 Roma-Della Vittoria. Era stato eletto deputato anche nelle legislature IX, X, XI, XII, XIII, XIV e XV.

### L'esperienza di governo

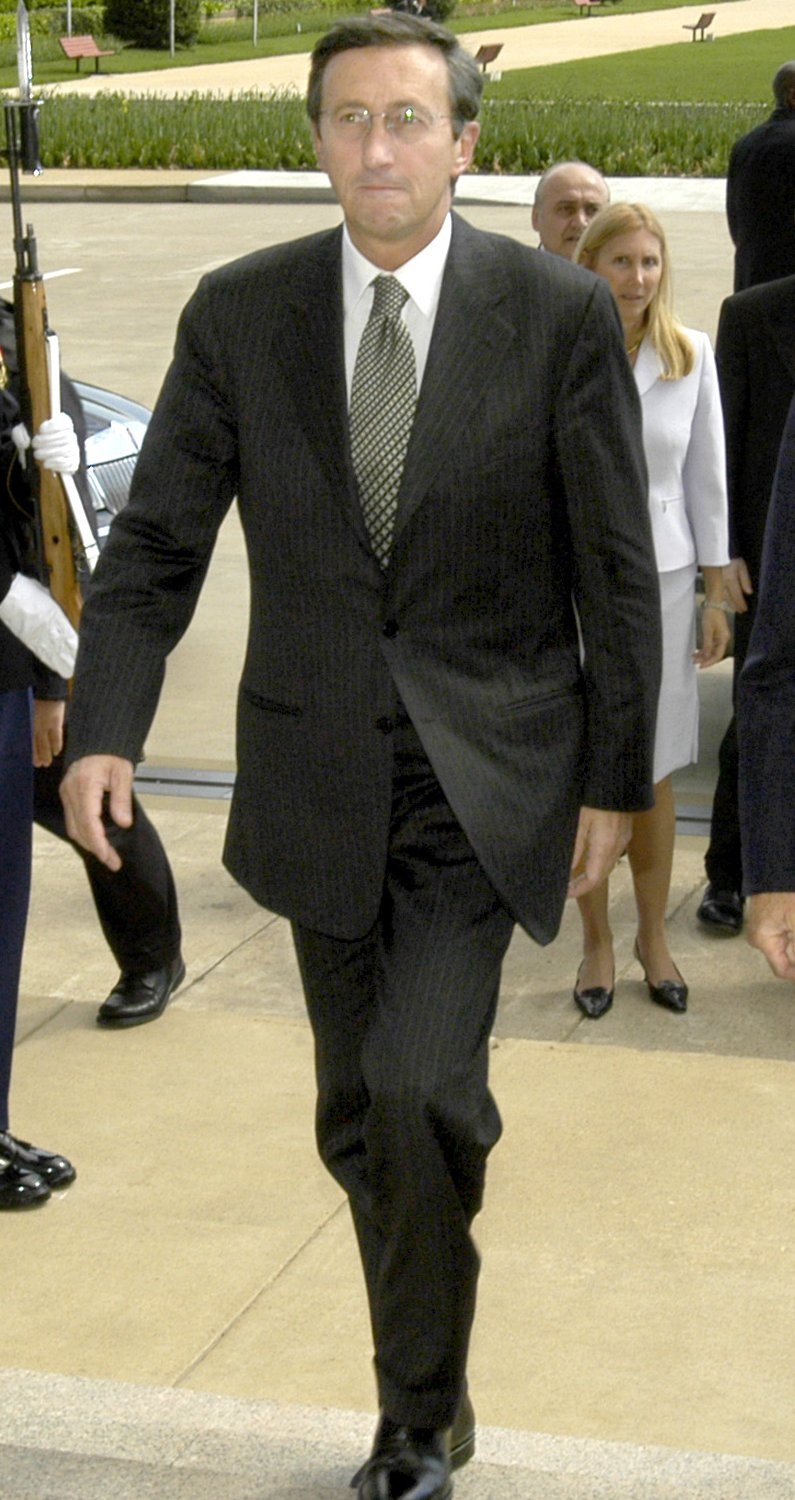
Gianfranco Fini nel 2004.

Dal 2001 al 2006 ha ricoperto l'incarico di vicepresidente del Consiglio nel secondo governo Berlusconi, del quale è stato anche ministro degli Esteri a partire dal novembre 2004 al posto di Franco Frattini, dopo che questi era entrato nella Commissione europea. Nel febbraio del 2002 è stato nominato rappresentante del governo italiano alla Convenzione europea, per la stesura della bozza di costituzione europea.
A lui si deve tra l'altro la Legge Bossi-Fini sulla regolamentazione dell'immigrazione.
Nel febbraio 2006 fa approvare una modifica al D.P.R. n. 309/1990 (Testo Unico sugli stupefacenti), la cosiddetta Legge Fini-Giovanardi, inserita nel pacchetto sicurezza per i XX Giochi olimpici invernali svoltisi a Torino nel 2006. Questa abolisce la distinzione giuridica tra droghe leggere, quali la cannabis, e droghe pesanti, quali eroina o cocaina e punisce in base alla quantità di principio attivo contenuto nelle droghe.

### Verso Il Popolo della Libertà
Gianfranco Fini e il suo partito hanno ritrovato l'unità e la concordia nell'estate del 2005, all'indomani di un'Assemblea Nazionale che gli ha riconfermato la fiducia e ha deliberato lo scioglimento delle correnti interne, proprio in nome dell'unità. In vista delle elezioni politiche del 2006 per la prima volta il suo cognome è comparso nel simbolo elettorale di AN, così come era stato richiesto da alcuni suoi sostenitori.
Nell'estate del 2006 ha, inoltre, annunciato l'imminente eliminazione della fiamma e della scritta "M.S.I." dal simbolo di Alleanza Nazionale, ponendo come termine ultimo le elezioni europee del 2009.
Questa dichiarazione segna l'atto conclusivo di un'azione di rinnovamento dell'identità del partito, già avviata nel 1995 a Fiuggi, volta a scrollarsi l'eredità del fascismo e rendendo così Alleanza Nazionale un partito esponente di una destra moderata e moderna, soprattutto in vista di una possibile fusione col partito di Forza Italia.
Nel corso della XV legislatura hanno fatto discutere le sue posizioni sul tema della procreazione assistita, che sono sembrate in contrasto con lo spirito conservatore di AN: in particolare, l'annuncio del voto favorevole (tre sì e un no) ai referendum sulla stessa del giugno 2005. Nel dicembre 2006 ha dichiarato la propria apertura a discutere sul tema del riconoscimento dei diritti delle coppie di fatto, comprendendo in esse anche quelle omosessuali:
(Gianfranco Fini)
In ogni caso si è detto contrario al disegno di legge presentato dal centrosinistra per regolamentare la materia (i DICO).
A fine gennaio 2007 Silvio Berlusconi dichiarò Fini come suo successore in caso di creazione di un partito unico, incontrando i dissensi della Lega e dell'UDC.
Dopo la nascita del nuovo soggetto politico Il Popolo della Libertà ad opera di Silvio Berlusconi, il quale ha dichiarato di auspicare una nuova legge elettorale alla tedesca (cioè proporzionale con sbarramento), Fini in un primo tempo riferì che AN non vi avrebbe fatto parte, giudicando confuso e superficiale il modo in cui il PdL era nato, e manifestando così un aperto dissenso verso l'alleato della ormai "ex coalizione".

Due mesi dopo, tuttavia, la caduta del governo Prodi lo fa riavvicinare a Berlusconi, con cui si accorda per presentare alle imminenti elezioni del 13 e 14 aprile 2008, AN e FI sotto il simbolo del Popolo della Libertà, passo iniziale per la costruzione di un unico soggetto politico di centrodestra. Così egli spiega perché ha scelto di far aderire AN al neonato Popolo delle Libertà, dopo le incomprensioni degli ultimi mesi:
Intesa ratificata all'unanimità all'Assemblea nazionale del suo partito del 15 febbraio 2008.

### Presidente della Camera della XVI legislatura

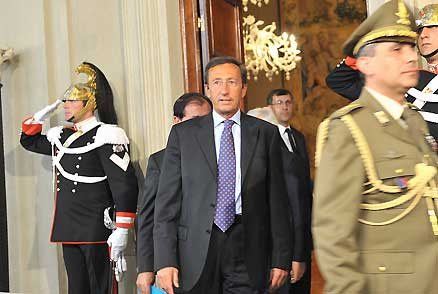
Gianfranco Fini al Quirinale nel 2008

Dopo la vittoria elettorale del 14 aprile 2008, il 30 aprile 2008 viene eletto Presidente della Camera dei Deputati della XVI legislatura, al quarto scrutinio con 335 voti, su 611 votanti e maggioranza richiesta di 306 voti. Con l'elezione annuncia di lasciare la presidenza di AN, la cui reggenza viene affidata l'11 maggio 2008 ad Ignazio La Russa, nell'attesa del congresso che porterà alla nascita ufficiale del partito del Popolo della Libertà.

Nell'occasione, commentando l'omaggio che il presidente Giorgio Napolitano aveva rivolto pochi giorni prima a tutte le vittime del terrorismo, senza distinzione tra quelle di destra e sinistra, Fini ha sostenuto «la chiusura del dopoguerra», «la fine della frattura della destra con la società», «il superamento della condizione di minorità»:
(Gianfranco Fini all'Assemblea Nazionale di AN, 11 maggio 2008)
Nel suo discorso di insediamento al vertice di Montecitorio Fini si è richiamato alle festività del 25 aprile e del 1º maggio affermando che «celebrare la ritrovata libertà dell'Italia e la centralità del lavoro è un dovere cui nessuno deve sottrarsi». Fini ha inoltre fatto riferimento al superamento degli schemi ideologici del passato, ammonendo che «un'insidia alla nostra libertà e alla democrazia esiste tuttora. Non viene dalle ideologie antidemocratiche del secolo scorso ormai superate, ma dal diffuso e crescente relativismo culturale». Centrale è stato il passaggio sui temi da affrontare per il nuovo Parlamento, in cui Fini ha detto che «la XVI dovrà essere davvero una legislatura Costituente». Ha quindi reso omaggio al tricolore e agli ex-presidenti della Repubblica Cossiga e Ciampi.
Pochi giorni dopo la sua elezione, a proposito del pestaggio a opera di alcuni naziskin a Verona, che portò alla morte del giovane Nicola Tommasoli, e delle bandiere di Israele bruciate da giovani dei centri sociali durante la manifestazione del 1º maggio 2008 a Torino, Fini, pur premettendo che si tratta di "fenomeni non paragonabili”, ha sostenuto, suscitando reazioni polemiche, che l'episodio di Torino è molto più grave perché non è la prima volta che frange della sinistra radicale danno vita ad azioni contro Israele che cercano di giustificare con una politica antisionista.
Proseguendo sempre più nel suo percorso di revisione dei valori della destra, Fini nel 2008 ha ribadito, durante la festa di Azione Giovani Atreju 08 a Roma, che la destra deve riconoscersi in quei valori «presenti nella Costituzione: la libertà, l'uguaglianza e la giustizia sociale. Valori che hanno guidato e ancora guidano il cammino della destra e che sono valori di ogni democrazia e sono a pieno titolo antifascisti.»
Durante l'esercizio del suo nuovo ruolo di Presidente della Camera ha ammonito il governo per la sua decisione di ricorrere più volte ai voti di fiducia, criticandone l'uso a suo giudizio eccessivo. A seguito di alcune sue dichiarazioni, con le quali ha giudicato negativamente la decisione del governo di intervenire per decreto sul caso di Eluana Englaro, o quando ha sostenuto l'esigenza di difendere la laicità dello Stato, Fini ha ricevuto critiche da parte di esponenti dell'UdC e del suo stesso partito, ma ottenendo la solidarietà di altri come Gianfranco Rotondi della Democrazia Cristiana per le Autonomie. In seguito ha ricevuto parole di elogio anche da parte del radicale Marco Pannella, che lo ha ringraziato per la sua imparzialità e il suo senso dello Stato.
Presiede la Fondazione Farefuturo.

#### La battaglia contro l'assenteismo parlamentare
In qualità di Presidente della Camera Gianfranco Fini si è battuto contro il costume dei parlamentari assenteisti, promuovendo un sistema di voto digitale che impedisca ai deputati presenti in aula di votare anche per conto degli assenti. Giudicando «immorale e censurabile» il comportamento dei cosiddetti "pianisti" (cioè di coloro che votano usando due mani, una per il proprio voto e l'altra per quello di un collega assente), ha stabilito che dal 9 marzo 2009 non si voterà più con un semplice pulsante, ma solo con le impronte digitali. Il nuovo sistema anti-pianisti è stato quindi sperimentato il 4 marzo. Lo stesso Fini si è recato personalmente a farsi prelevare le impronte digitali, anche se egli per prassi non partecipa alle votazioni in quanto Presidente della Camera. Il nuovo sistema da lui introdotto ha incontrato le obiezioni di 19 parlamentari che rifiutano di sottoporsi al rilevamento delle proprie impronte. Fini si è detto tuttavia ottimista sostenendo che si tratta di un gruppo esiguo che non potrà sollevare casi politici tali da ostacolare il nuovo regime di voto.

### La nascita diFuturo e Libertà

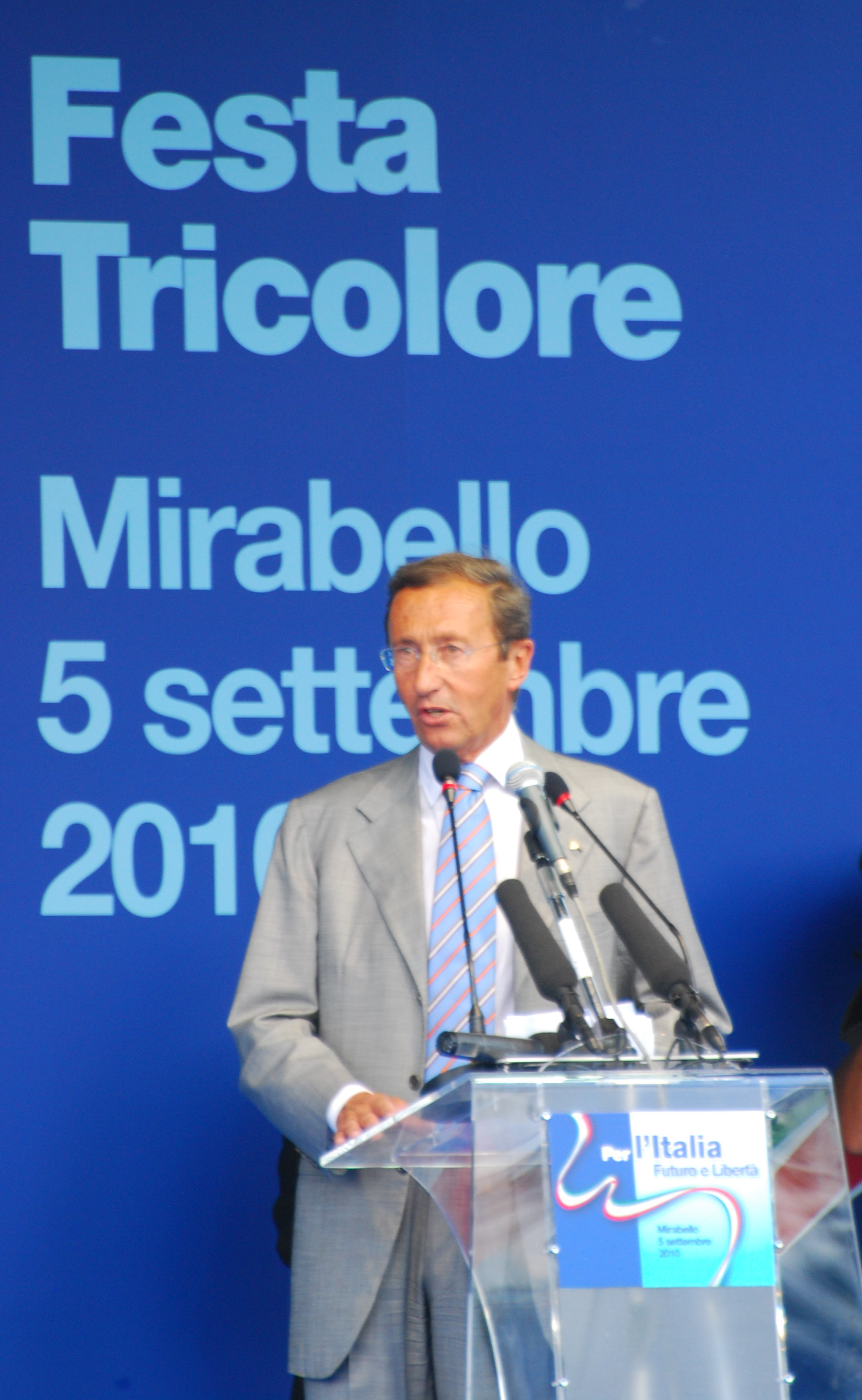
Gianfranco Fini alla festa Tricolore di Mirabello il 5 settembre 2010.

Nel luglio 2009 si riaccende la tensione con i vertici del partito, a cui Fini contesta la linea sui temi della giustizia e della legalità e accusa di appiattirsi troppo sui temi della Lega, rinunciando al ruolo di protagonista dell'agenda governativa.
Il 29 luglio 2010 un documento votato dalla maggioranza dei componenti dell'ufficio di presidenza del PdL, ad eccezione dei tre esponenti finiani, sfiducia il presidente della Camera decretandone, di fatto, l'espulsione dal partito che aveva contribuito a fondare, e sancisce la rottura tra Fini e Berlusconi, che afferma: "I comportamenti di Fini sono incompatibili con i valori del PdL e con i nostri elettori. Viene quindi meno la fiducia anche per il suo ruolo di garante come presidente della Camera".
Il giorno seguente annuncia che, essendo stato di fatto espulso dal partito, andrà a creare un nuovo gruppo parlamentare, denominato Futuro e Libertà per l'Italia, al quale aderiscono 34 deputati e 10 senatori uscenti da Il Popolo della Libertà, così smentendo alcuni ex colonnelli di Alleanza Nazionale, che avevano garantito a Berlusconi che Fini non sarebbe mai stato in grado di costituire gruppi autonomi.
Il 5 settembre 2010, dopo un'estate di aspre polemiche tra Il Popolo della Libertà e il gruppo dei finiani, accompagnate da un'accesa campagna di stampa guidata dal Giornale di Vittorio Feltri, Fini tiene un lungo intervento nel corso della Festa Tricolore di Mirabello. Il Presidente della Camera ribadisce il suo sostegno al governo Berlusconi, ma sancisce, di fatto, la fine dell'esperienza rappresentata dal PdL; rivendica quindi il diritto ad esprimere il dissenso suo e del suo gruppo all'interno della maggioranza e l'importanza di non appiattirsi sulla Lega su molte questioni e soprattutto in materia di federalismo; prende poi apertamente le distanze dalla politica economica del governo in materia di giustizia e di legalità. Infine replica alla campagna dei giornali che si sono scagliati contro la sua famiglia, i cui metodi vengono definiti da Fini da "lapidazione islamica".
Il successivo 8 settembre, alla ripresa dei lavori parlamentari, lascia il gruppo parlamentare del PdL e aderisce al gruppo di Futuro e Libertà.
Il 7 novembre 2010, in occasione della prima convention di Futuro e Libertà a Bastia Umbra, ratifica la crisi del governo, chiedendo a Silvio Berlusconi di rassegnare le dimissioni, annunciando che in caso contrario la delegazione del suo partito lascerà il governo.
Il 15 novembre 2010 la delegazione finiana abbandona, come da avviso, il governo.
In seguito alla predetta convention di Futuro e Libertà, tenutasi a Perugia, viene pubblicato un video del Presidente della Camera che dichiara come la manifestazione abbia rappresentato il momento di nascita ufficiale di Futuro e Libertà, ma che soprattutto ha dimostrato come si possa credere in una politica all’insegna della passione e della partecipazione diretta del cittadino. Fini ha inoltre ritenuto l'incontro di Perugia l'atto fondativo di una nuova formazione politica di centrodestra e il momento di chi ha cercato di delineare i tratti distintivi di chi ha una certa idea dell'Italia. L'ex vice-premier ha inoltre dichiarato che da Perugia sia emerso chiaramente che Futuro e Libertà avesse dei valori di riferimento ben precisi: il popolarismo europeo, lo stato come garante dei diritti. Ha inoltre dichiarato che da Perugia sia emersa una certa idea d'Italia fatta di responsabilità, senso del dovere e senso civico.
La decisione in dicembre di votare una mozione di sfiducia verso il Governo Berlusconi, poi non approvata, provoca il dissenso e la fuoriuscita da FLI da parte di Silvano Moffa, da sempre considerato un fedelissimo di Fini.
Il 13 febbraio 2011 nel corso dell'assemblea fondativa di Milano, Fini è eletto presidente di Futuro e Libertà.
L'anno dopo, in seguito alla caduta del governo avvenuta nel novembre 2011, insieme al cosiddetto Terzo Polo di cui FLI è entrato a far parte, Fini si schiera a favore dell'insediamento del nuovo governo Monti, continuando ad appoggiarlo anche in vista delle elezioni 2013, auspicando «una grande lista civica nazionale, una grande lista per l'Italia che chiami a raccolta le energie sane del paese senza personalismi».

### Dalle elezioni politiche del 2013
Alle elezioni politiche del 24 e 25 febbraio 2013 è capolista di FLI alla Camera dei deputati in tutte le circoscrizioni, in coalizione con la lista di Mario Monti, Scelta Civica, e con l'UdC. Il risultato elettorale del suo partito in coalizione, lo 0,47%, non consente l'elezione di alcun deputato. Il 14 marzo 2013 decade dalla carica di Presidente della Camera dei Deputati. L'8 maggio l'Assemblea nazionale di Futuro e Libertà accetta le dimissioni di Fini presentate all'indomani delle elezioni, e il coordinatore Roberto Menia resta di fatto alla guida del partito.
Pochi mesi dopo pubblica il libro Il ventennio. Io, Berlusconi e la destra tradita e crea la fondazione "Libera destra".
Nel novembre 2015 si avvicina al nuovo movimento di Gianni Alemanno "Azione Nazionale". Nel 2016 diviene presidente del "comitato presidenzialismo per il NO al referendum", contro la Riforma costituzionale Renzi-Boschi.
Negli anni successivi, pur rimanendo lontano dalla scena politica e dichiarando di non voler iscriversi a partiti, appoggia pubblicamente Fratelli d'Italia e a seguito delle elezioni politiche del 2022 elogia Giorgia Meloni e il suo governo.

## Evoluzione politica

### Il progressivo ripudio del fascismo
(Messaggio scritto da Gianfranco Fini sul Libro della Memoria durante la sua visita in Israele, 24 novembre 2003)
Prima della Svolta di Fiuggi del 1995, Fini, da segretario del MSI, aveva rilasciato numerose dichiarazioni di appartenenza all'ideologia fascista: «Credo ancora nel fascismo, sì, ci credo» (19 agosto 1989); «Nessuno può chiederci abiure della nostra matrice fascista» (Il Giornale, 5 gennaio 1990); «Mussolini è stato il più grande statista nel secolo. E se vivesse oggi, garantirebbe la libertà degli italiani» (30 settembre 1992); « [...] chi è vinto dalle armi ma non dalla storia è destinato a gustare il dolce sapore della rivincita... Dopo quasi mezzo secolo, il fascismo è idealmente vivo...» (maggio 1992); «Mussolini è stato il più grande statista del secolo [...] Ci sono fasi in cui la libertà non è tra i valori preminenti» (giugno 1994).
In seguito tuttavia ha rivisto pubblicamente alcune sue posizioni ideologiche, iniziando un percorso che lo vedrà sempre più allontanarsi dagli atteggiamenti della destra estrema. In particolare il 27 gennaio 1995, in occasione del primo congresso di Alleanza Nazionale, dichiara: «È giusto chiedere alla destra italiana di affermare senza reticenza che l'antifascismo fu un momento storicamente essenziale per il ritorno dei valori democratici che il fascismo aveva conculcato».
Alcuni anni dopo, durante la sua prima visita in veste ufficiale in Israele nel 2003, ha pronunciato parole di condanna verso gli errori del fascismo e la tragedia dell'Olocausto, definendo le leggi razziali promosse dal regime fascista come «male assoluto del XX secolo». Molti organi mediatici hanno riportato la dichiarazione estendendo il concetto di male assoluto allo stesso fascismo.
La sua definizione provoca l'ira di molti militanti e l'uscita dal partito di Alessandra Mussolini, che fonda il movimento Libertà di Azione, poi divenuto Azione Sociale.
La dichiarazione ha generato anche l'enorme dissenso di Francesco Storace, che lo ha accusato di rinfocolare odio e di dare ragione agli esponenti di estrema sinistra che hanno negato per anni la tragedia delle foibe.

### Posizione sui temi etici

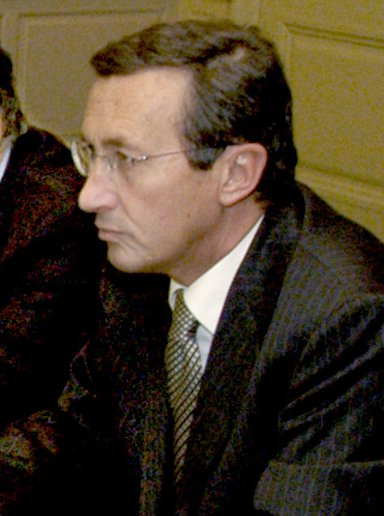
Gianfranco Fini nel 2004.

In un primo tempo Fini si era proposto come difensore dei valori cattolici, pronunciandosi ad esempio nel febbraio 1999 contro la fecondazione eterologa.
In seguito, pur avendo votato in parlamento a favore della legge 40/2004 sui limiti alla procreazione assistita, annunciò di volerla modificare nel già ricordato referendum del 2005. Soprattutto da quando è diventato Presidente della Camera dei Deputati, Fini si è espresso più volte in difesa della laicità dello Stato, spesso scontrandosi con esponenti del suo partito e con il governo stesso. Ad esempio, in merito alla Legge 40, ha spesso dichiarato il suo dissenso, parlando di "giustizia per le donne" quando la Consulta ha bocciato parte di questa legge, attirandosi molte critiche da parte di molti esponenti del centrodestra. Anche sul tema del biotestamento, in particolare sul cosiddetto ddl Calabrò, Fini ha dichiarato che avrebbe fatto il possibile per modificare alla Camera quel testo di legge. Questa netta presa di posizione, di nuovo fortemente critica nei confronti delle posizioni maggioritarie del suo stesso partito, ha causato diverse reazioni, in particolare quelle di Maurizio Gasparri e Gaetano Quagliariello (rispettivamente capogruppo e vicecapogruppo del PdL al Senato durante la XVI Legislatura), i quali hanno risposto sostenendo di "non accettare da nessuno lezioni di laicità".
Un altro argomento che ha diviso Gianfranco Fini da altri esponenti del suo partito è stata la pillola Ru486, in merito alla quale il Presidente della Camera ha detto che il giudizio medico debba essere lasciato all'Agenzia italiana del farmaco e non al Parlamento, come richiesto da molti parlamentari della maggioranza, in primis Gasparri. Fini ha trovato tuttavia sostegno da parte di esponenti della Fondazione Farefuturo, costituita da ex-AN. In particolare il segretario della Fondazione, il viceministro Adolfo Urso ha appoggiato il presidente della camera sulla necessità di rivedere il ddl Calabrò.
In proposito Fini ha dichiarato: «Non voglio fare nessuna crociata contro i cattolici, per i quali ho il massimo rispetto, ma chi dice che su queste questioni decide la Chiesa e non il Parlamento per me è un clericale». Monsignor Salvatore Fisichella ha allora obiettato che «il valore della vita è profondamente laico», pur apprezzando la sincerità con cui Fini ha ammesso di «non avere il dono della fede».
Nel 2022 conferma l'importanza della legge 194 sul diritto di aborto.

### Sulle unioni civili
Nel dicembre 2006, Fini si dichiara a favore di un intervento legislativo per garantire uguali diritti alle coppie di fatto, anche omosessuali, dimostrando così di aver modificato le proprie opinioni rispetto a dichiarazioni del 1998 in cui riteneva di dover negare agli omosessuali la possibilità di insegnare nelle scuole e l'equiparazione con le famiglie eterosessuali.
Nel 2022 afferma che non è il caso di abolire le unioni civili, introdotte nell'ordinamento civile italiano nel 2016, dopo il suo ritiro dalla politica.

### Sull'immigrazione
Nell'ottobre 2003, Fini esprime la proposta di concedere il diritto di voto, alle elezioni amministrative, agli immigrati regolari: "non avere la nazionalità italiana non può voler dire essere cittadini di serie B". La proposta viene accolta con favore da sinistra, ma assolutamente bloccata dai colleghi di governo della Lega Nord.
Nel 2005 rilancia senza successo la proposta: «Quella proposta di legge non ce la farà a essere approvata in questa legislatura, ma io la ripresenterò nella prossima.
Nel maggio 2009 Fini scrive al ministro dell'Interno criticando la norma sui "presidi-spia" che avrebbe consentito ai medici di denunciare gli immigrati clandestini bisognosi di cure. Successivamente, alla festa del PD Fini dichiara che il tema dell'immigrazione non va affrontato con un approccio emotivo: «Chi arriva in Italia è una persona. La distinzione tra regolare e clandestino non può essere la cartina al tornasole per orientare una politica», ma «attenzione a non cadere nell'eccesso contrario, nel pensare cioè che tutti coloro che arrivano in Italia abbiano la possibilità di farlo».
In settembre si dichiara favorevole al principio dello ius soli per il rilascio della cittadinanza e rilancia la proposta di diritto di voto per gli immigrati regolari alle elezioni amministrative: "una scelta che tende a riavvicinare la cittadinanza sociale a quella politica nonché a fornire nuove opportunità di integrazione ai lavoratori stranieri". L'integrazione, secondo Fini, non dev'essere una procedura burocratica, ma va legata ad alcuni requisiti come saper parlare l'italiano e conoscere la storia e la geografia del Paese.
(Gianfranco Fini a Chianciano, 12/09/2009)

## Critiche e controversie

### Critiche da destra

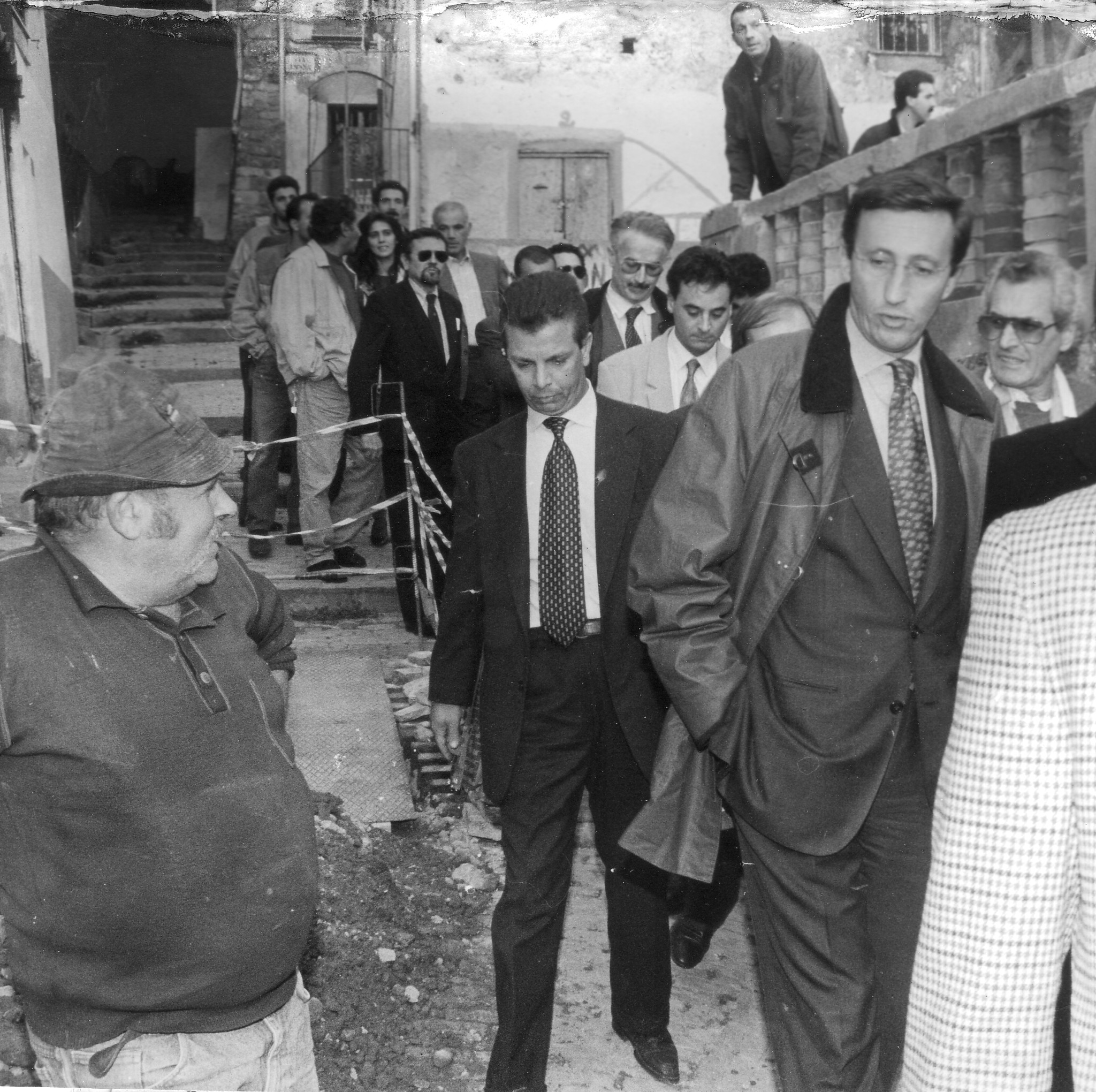
Gianfranco Fini a Sanremo nel 1995.

Le critiche più ricorrenti da destra alla condotta politica di Fini sono legate all'espressione di posizioni molto distanti da quelle tradizionali del suo partito. Queste accuse vengono per lo più da esponenti della Destra sociale, e tra questi il suo "rivale storico" all'interno del MSI-DN Pino Rauti, da sempre animatore dell'ala "di sinistra" di quel partito del quale arrivò a divenire segretario nel 1990 per un breve periodo.

### Critiche dagli alleati di centro-destra
Ulteriori critiche gli sono venute dalla Lega Nord, riguardo ad alcuni aspetti del federalismo, e da Forza Italia, relativamente alla giustizia.
Diverse posizioni espresse da Fini come Presidente della Camera sono state contestate dai suoi alleati di centro-destra.
In particolare lo scrittore d'area Marcello Veneziani ha accusato Fini di aver rotto ogni legame con qualsiasi pensiero di destra (sia esso tradizionale, nostalgico, moderno o conservatore) e di rappresentare ormai una destra "astrale" che non ha assolutamente alcuna similitudine con le altre destre europee. Vittorio Feltri, direttore de Il Giornale, lo ha accusato di aver "cambiato posizione" più volte in due anni e lo ha invitato a "tornare a destra", attacchi cui ha fatto seguito la presa di distanza di Silvio Berlusconi da Il Giornale. Pochi giorni dopo, in seguito ad alcune allusioni di Feltri su un presunto dossier riguardante Alleanza Nazionale, Fini ha denunciato «un attacco intimidatorio di inaudita violenza» nei suoi confronti che risponde a colpi di ricatti personali alle sue proposte politiche, e ha dato mandato al suo avvocato, l'on. Giulia Bongiorno, di procedere con azioni legali. Umberto Bossi lo ha duramente criticato («Chel lì l'è matt») per la sua posizione favorevole alla concessione del diritto di voto agli immigrati regolari.

### Critiche e scontri all'interno del PdL
Nell'aprile 2010, insieme ad altri deputati e senatori ex AN, Fini firma un testo in cui dissente dalla politica della maggioranza interna al PdL, contestando altresì la politica del Governo Berlusconi, a suo dire lontana dai problemi del Paese, dalle famiglie che si impoveriscono, dai giovani precari, e troppo legata agli interessi della Lega Nord. Si è avanzata l'ipotesi di formare gruppi parlamentari autonomi rispetto al PdL. Alcuni esponenti di provenienza AN, tra cui Gasparri e La Russa, non lo hanno seguito, criticando tale documento e mostrandosi sempre più vicini alle posizioni del premier Berlusconi.
Il 22 aprile 2010, durante la direzione nazionale del PdL, Fini tiene un discorso in cui ribadisce le sue posizioni critiche sulla politica del PdL e rivendica il proprio diritto al dissenso, mantenendo al contempo il suo sostegno alla maggioranza di governo. Berlusconi risponde duramente al cofondatore del partito e lo invita a dimettersi dalla carica di presidente della Camera: viene così ufficializzata una frattura tra i due leader e la divisione del partito tra una maggioranza vicina a Berlusconi e una minoranza fedele a Fini, che crea Generazione Italia.
Il 29 luglio 2010, l'ufficio di presidenza del PdL approva un documento che sancisce la definitiva rottura tra Fini e Berlusconi. Il Presidente della Camera è accusato di aver presentato proposte di legge che confliggono apertamente con il programma che la maggioranza ha sottoscritto con gli elettori. Vengono deferiti a collegio dei probiviri i deputati vicini a Fini: Bocchino, Briguglio e Granata.
Il giorno 30 dello stesso mese, il Presidente della Camera afferma di essere stato di fatto espulso dal partito che ha contribuito a fondare senza possibilità di esprimere le proprie ragioni, e all'invito ingiustificato del Premier Berlusconi a lasciare la Presidenza della Camera ribatte che tale invito rappresenta una concezione non proprio liberale della democrazia, annuncia la costituzione di un nuovo gruppo parlamentare, denominato "Futuro e Libertà per l'Italia", comprendente 34 deputati. Il 2 agosto al Senato al gruppo si aggiungono dieci senatori.

## Procedimenti giudiziari

### Caso dell'appartamento a Montecarlo

#### Prima denuncia (2010 - 2011)
Nell'agosto 2010, dopo la nascita del gruppo Futuro e Libertà e la crescita del dissenso nei confronti della linea di Berlusconi nel PdL, l'ex leader di AN è al centro di un'aspra campagna di stampa, capeggiata proprio dai quotidiani Il Giornale, Libero e dal settimanale Panorama. Oggetto della campagna è un alloggio di 45 m² a Monte Carlo lasciato in eredità da Anna Maria Colleoni ad Alleanza Nazionale nel 1999. Tale alloggio, venduto dal partito nel 2008 ad una società off shore dell'isola Santa Lucia, per la cifra di euro 300.000, risulta affittato con regolare contratto all'imprenditore immobiliare Giancarlo Tulliani, fratello minore della compagna del Presidente Fini. Il 30 luglio viene presentata una denuncia da Storace e la Procura di Roma apre un fascicolo sulla vicenda, quale atto dovuto: l'indagine è contro ignoti. Con una nota diffusa dalla Presidenza della Camera e stilata in collaborazione con l'avvocato Giulia Bongiorno, l'8 agosto Fini offre la sua versione dei fatti, ma la campagna di stampa continua con ulteriori smentite e la raccolta di testimonianze.
Il 25 settembre 2010 Fini dichiarò in un comunicato video: «Se dovesse emergere che l'appartamento di Montecarlo appartiene a Giancarlo Tulliani lascerò la presidenza della Camera». Il 26 ottobre 2010 la Procura di Roma annuncia che non risulta esserci nessuna frode nell'affare, e chiede l'archiviazione delle indagini su Gianfranco Fini. Il 27 gennaio 2011 il ministro degli Esteri Franco Frattini, rispondendo ad un'interrogazione parlamentare, si pronuncia in Senato in merito ad alcuni documenti arrivati alla Farnesina dall'isola caraibica di Santa Lucia dicendo che «il primo ministro di Santa Lucia gli avrebbe certificato l'autenticità del documento» che testimonierebbe come Giancarlo Tulliani sarebbe il proprietario di una società che deterrebbe il bene, ma forti dubbi sono emersi successivamente sull'autenticità di questo documento caraibico, anche in relazione al particolare attivismo intorno a tutta la vicenda del faccendiere Valter Lavitola, legato proprio a Silvio Berlusconi. In seguito la Procura dichiarerà che il contenuto della carta proveniente da Santa Lucia appare del tutto irrilevante ai fini delle indagini, confermando quindi la richiesta di archiviazione.
La richiesta è accolta dal presidente dei Gip del Tribunale di Roma che dispone l'archiviazione dell'inchiesta dato che nella vicenda non è ravvisabile alcun reato.

#### Nuova compravendita e processo (2017 - oggi)
Nel 2015 l'immobile di Montecarlo è stato poi rivenduto dalla società proprietaria a un imprenditore svizzero a 1,3 milioni di euro, dopo essere stato messo in vendita alla cifra di 1,6 milioni di euro.
In base ad una inchiesta della procura di Roma, il cognato di Fini avrebbe ricevuto i soldi necessari per l'acquisto della casa di Montecarlo da Rudolf Baetsen, un collaboratore del discusso imprenditore del gioco d'azzardo Francesco Corallo, facendoli transitare su conti offshore. Per questo motivo dal 2017 viene indagato per riciclaggio dalla procura di Roma.
Il 22 gennaio 2018 il procuratore aggiunto Michele Prestipino e il sostituto procuratore Barbara Sargenti chiedono il rinvio a giudizio di Fini per riciclaggio che viene accolto il 16 luglio seguente; insieme a lui andranno a processo Elisabetta Tulliani con il fratello e il padre oltre a Corallo. Il 18 marzo 2024 i PM chiedono una condanna a 8 anni per Gianfranco Fini, 9 anni per Elisabetta Tulliani, 10 anni per il fratello Giancarlo e 5 anni per il padre Sergio per l’accusa di riciclaggio. In aula la Tulliani ha confessato di aver nascosto al marito la volontà del fratello di comprare la casa di Montecarlo e di non avergli mai detto nulla riguardo alla provenienza del denaro che era convinta fosse del fratello.
Il 30 aprile 2024 Gianfranco Fini è stato infine condannato in primo grado a 2 anni e 8 mesi di reclusione per concorso morale in riciclaggio, mentre la moglie Elisabetta Tulliani a 5 anni, il fratello Giancarlo a 6 anni e il padre dei due, Sergio a 5 anni.

## Opere
- Marcello Staglieno (a cura di), Un'Italia civile, Firenze, Ponte alle Grazie, 1999, ISBN 88-7928-473-8.
- Carlo Fusi (a cura di), L'Europa che verrà. Il destino del continente e il ruolo dell'Italia, Roma, Fazi Editore, 2003, ISBN 88-8112-484-X.
- Progetto per l'Italia, Roma, Secolo d'Italia, 2009, ISBN non esistente.
- Il Futuro della Libertà. Consigli non richiesti ai nati nel 1989, Milano, Rizzoli, 2009, ISBN 978-88-17-03735-8.
- Nina Stefenelli e Giulio Girotti (a cura di), La sfida impossibile. Il lungo cammino dal neofascismo a Futuro e Libertà. Il discorso di Mirabello, Roma, Editori Riuniti, 2010, ISBN 978-88-359-8045-2.
- Gianfranco Fini, Sergio Belardinelli, Marc Lazar, Piero Ostellino e Salvatore Veca, La politica in cammino, Roma, Armando Editore, 2010, ISBN 978-88-6081-651-1.
- L'Italia che vorrei, Soveria Mannelli, Rubbettino Editore, 2011, ISBN 978-88-498-2923-5.
- Il ventennio. Io, Berlusconi e la destra tradita, Segrate, Rizzoli Editore, 2013, ISBN 978-88-17-07055-3.
- Memorie di un intruso. Storie di pittura e pittori a Roma, tra il Caffè Rosati e via Margutta, Youcanprint, 2019, ISBN 978-88-316-0668-4.